# Água Preta
Água Preta este un oraș în Pernambuco (PE), Brazilia. 